# The Quest for the Holy Grail
The Quest for the Holy Grail è un videogioco di avventura testuale pubblicato nel 1984 per ZX Spectrum dall'editrice britannica Dream Software (che produsse pochi altri titoli, in buona parte programmi di utilità) e nel 1985 in edizione economica anche per Commodore 64 dalla Mastertronic. È ispirato, senza licenza ufficiale, al film comico Monty Python e il Sacro Graal, e ha per protagonista il cavaliere arturiano Sir Tappin alla ricerca del Santo Graal, in situazioni piene di assurdità e anacronismi. 

## Modalità di gioco
L'avventura è in inglese ed è dotata di semplici illustrazioni statiche nella parte superiore dello schermo. La grafica di ogni luogo impiega qualche istante per essere generata, e dopo la pressione di un tasto scorre via per fare spazio a maggiori informazioni testuali, ma può essere disabilitata. I testi sono brevi e spesso con tocchi di umorismo demenziale. Si incontrano elementi tratti dal film, come i "Cavalieri che dicono Ni" e il coniglio esplosivo. Si può facilmente incorrere nella morte del personaggio per i motivi più assurdi, anche soltanto entrando in un luogo, e si deve ricominciare la partita da capo oppure dalla posizione precedentemente salvata in memoria.